# Microrregión de Parecis
La microrregión de Parecis es una de las microrregiones del estado brasilero de Mato Grosso perteneciente a la mesorregión Norte Mato-Grossense. Su población fue estimada en 2006 por el IBGE en 83.511 habitantes y está dividida en cinco municipios. Posee un área total de 59.224,041 km².
Cubre las ciudades que forman parte del inicio de la Meseta del Parecis.
La principal fuente de sustento de esa región es la agricultura. Una de las características naturales de esta región son los ríos de aguas transparentes. Los ríos discurren en dirección norte, al convertirse más tarde en afluentes de la Cuenca amazónica.

## Municipios
- Campo Novo do Parecis
- Campos de Júlio
- Comodoro
- Diamantino
- Sapezal

- Datos: Q2596755